# Нижня Річка (округ Гамбії)
Ни́жня Річка́ (англ. Lower River) — округ у південній частині Гамбії.
Адміністративний центр — Манса-Конко.
Площа округу — 1 618 км², населення — 75 139 чоловік (2010).

## Географія
На південному заході межує з округом Західний район, на півночі з округом Північний Берег по річці Гамбія, на північному сході з округом Центральна Річка, на півдні з Сенегалом.

## Адміністративний поділ

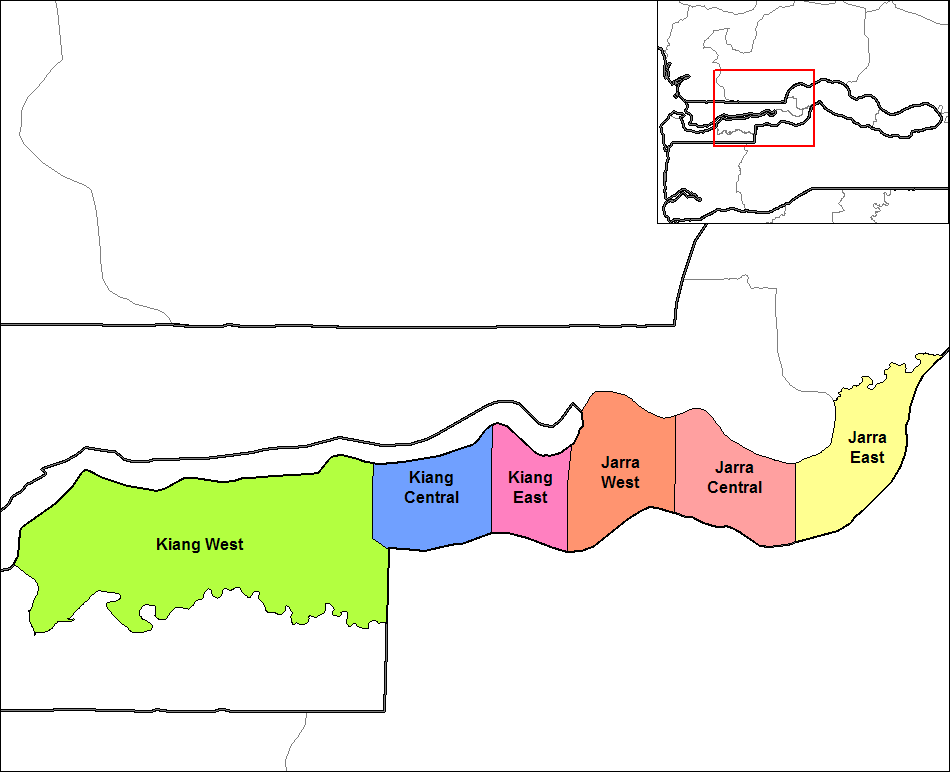
Адміністративний поділ округу

Адміністративно округ поділяється на 6 районів:
- Центральний Ярра
- Східний Ярра
- Західний Ярра
- Центральний Кьянг
- Східний Кьянг
- Західний Кьянг

| Гамбія | Це незавершена стаття з географії Гамбії. Ви можете допомогти проєкту, виправивши або дописавши її. |